# William Frederic Kay
Pour les articles homonymes, voir Kay.
William Frederic Kay (18 mai 1876-8 mai 1942) est un agriculteur et homme politique fédéral du Québec.

## Biographie
Né à Montréal, William Frederic Kay devient député du Parti libéral du Canada dans la circonscription fédérale de Missisquoi en 1911. Réélu en 1917, 1921 et dans Brome—Missisquoi en 1925 et 1926, il fut défait en 1930.
Il a été ministre sans portefeuille dans le cabinet de William Lyon Mackenzie King en 1930.